# Doamna Bovary
Doamna Bovary (publicat inițial în franceză Madame Bovary: Moeurs de province și în engleză Madame Bovary: Provincial Manners) este un roman al scriitorului francez Gustave Flaubert, publicat în 1856. Personajul omonim trăiește peste posibilitățile ei materiale pentru a scăpa de banalitățile și lipsurile vieții de provincie.
Când romanul a fost publicat pentru prima dată în foileton în Revue de Paris, între 1 octombrie 1856 și 15 decembrie 1856, criticii l-au atacat pentru obscenitate. Procesul la care s-a ajuns în ianuarie 1857 a făcut povestea celebră. După achitarea lui Flaubert la 7 februarie 1857, Doamna Bovary a devenit bestseller în aprilie 1857, când a fost publicat în două volume. O operă fundamentală a realismului literar, romanul este acum considerat capodopera lui Flaubert și una dintre cele mai influente opere literare din istorie.

## Rezumat
Evenimentele relatate în Doamna Bovary se desfășoară în provincia de nord a Franței, lângă orașul Rouen din Normandia. Charles Bovary este un adolescent timid, care se îmbracă ciudat și care se mută la o nouă școală unde toți colegii îl tachinează. După mari eforturi, reușește să obțină o diplomă medicală de mâna a doua și devine ofițer de sănătate în Serviciul de Sănătate Publică. Se căsătorește cu femeia aleasă de mama lui, neplăcuta, dar presupus bogata văduvă Héloïse Dubuc. El își propune să construiască un cabinet în satul Tôtes.
Într-o zi, Charles vizitează o fermă locală pentru a vindeca piciorul fracturat al proprietarului și o întâlnește pe fiica pacientului său, Emma Rouault. Emma este o tânără frumoasă, îmbrăcată boem, cu aer poetic, care a primit o „educație bună” într-o mănăstire. Tânăra este stăpânită de o imensă dorință de lux și romantism inspirată de lectura unor romane populare. Charles se simte imediat atras de ea și își vizitează pacientul mult mai des decât este necesar, până când gelozia lui Héloïse îi oprește vizitele.
Când Héloïse moare în mod neașteptat, Charles așteaptă să treacă perioada de doliu înainte de a o curta serios pe Emma. Tatăl ei își dă acordul, iar Emma și Charles se căsătoresc.
Accentul romanului se deplasează acum pe Emma. După ce Charles și Emma participă la un bal elegant organizat de marchizul d'Andervilliers, Emma înțelege cât de plictisitoare este viața ei casnică și devine letargică. Charles decide că soția lui are nevoie de o schimbare de peisaj și își mută cabinetul în târgul mai mare Yonville (identificat în mod tradițional cu orașul Ry). Aici Emma va naște o fetiță, Berthe, dar maternitatea se dovedește o dezamăgire pentru ea. Se îndrăgostește de Léon Dupuis, un tânăr inteligent pe care îl întâlnește în Yonville. Léon este student la drept și împărtășește înclinația Emmei pentru literatură și muzică. Emma nu recunoaște pasiunea pentru Léon, care este disperat să-i câștige afecțiunea și pleacă la Paris pentru a-și continua studiile.
Într-o zi, un latifundiar bogat și ursuz, Rodolphe Boulanger, aduce un servitor la cabinetul medicului pentru a i se lua sânge. Văzând-o pe Emma, își imaginează că îi va fi ușor să o seducă. O invită să ia lecții de echitație împreună pentru sănătatea ei. Charles, preocupat de sănătatea soției sale și deloc suspicios, acceptă planul. Emma și Rodolphe încep o aventură. Ea, mistuită de fantezia ei romantică, riscă să se compromită cu scrisori indiscrete și vizite la amantul ei. După patru ani de relație, ea insistă să fugă împreună. Rodolphe nu împărtășește entuziasmul ei pentru acest plan și, în ajunul plecării lor planificate, el încheie relația cu o scrisoare pusă pe fundul unui coș cu caise livrat Emmei. Șocul este atât de mare încât Emma se îmbolnăvește foarte grav și pentru o scurtă perioadă își caută alinarea în religie.
Când Emma își revine aproape complet, ea și Charles merg la operă, la insistențele lui, în Rouen. Lucrarea interpretată în acea seară a fost Lucia di Lammermoor a lui Gaetano Donizetti, bazată pe romanul istoric al lui Walter Scott din 1819, Mireasa din Lammermoor. La operă îl reîntâlnește pe Léon, care acum lucrează în Rouen, iar vechile ei pasiuni se trezesc la viață. Cei doi încep o aventură. În timp ce Charles crede că ia lecții de pian, Emma merge în oraș în fiecare săptămână pentru a se întâlni cu Léon, mereu în aceeași cameră a aceluiași hotel, pe care cei doi ajung să-l considere căminul lor. La început, relația de dragoste este minunată, dar Léon se plictisește repede de excesele ei emoționale, iar ea oscilează în privința sentimentelor sale. Emma își satisface fantezia pentru bunuri și haine de lux cumpărând pe credit de la negustorul Lheureux, care o ajută să obțină împuternicire asupra averii lui Charles. Cu toate acestea, datoria Emmei se mărește constant.
Când Lheureux îi cere să-și achite datoria, Emma cere bani de la mai multe persoane, inclusiv de la Léon și Rodolphe, dar toți o refuză. Disperată, ea înghite arsenic, pe care îl furase din magazinul farmacistului Homais și moare în chinuri cumplite. Charles, cu inima zdrobită, cade într-o suferință cruntă, păstrează camera Emmei ca pe un altar și îi perpetuează atitudinile și gusturile pentru a-i păstra amintirea vie. În ultimele sale luni, el încetează să lucreze și trăiește vânzându-și bunurile. Bunurile rămase sunt confiscate pentru a plăti datoria lui Lheureux. Când găsește scrisorile de dragoste ale lui Rodolphe și Léon, cade în depresie definitiv. După moartea lui, tânăra sa fiică, Berthe, este lăsată în grija bunicii ei, care moare și ea în curând. Berthe ajunge la o mătușă săracă și va fi trimisă să lucreze la o fabrică de bumbac. Cartea se încheie cu farmacistul local Homais, care concurase în trecut cu serviciile medicale oferite de Charles, iar acum câștigă aprecierea oamenilor din Yonville și este recompensat pentru realizările sale medicale.

## Personajele principale
Emma Bovary este protagonista omonimă a romanului (mama lui Charles și fosta lui soție sunt numite și ele Madame Bovary, în timp ce fiica lor rămâne Mademoiselle Bovary). Ea are o viziune foarte romantică asupra lumii și tânjește la frumusețe, bogăție, pasiune, precum și la înalta societate. Diferența dintre aceste idealuri romantice și realitatea vieții ei la țară este cea care controlează cea mai mare parte a romanului, culminând cu două relații extraconjugale și cu o datorie considerabilă care, în cele din urmă, o va duce la sinucidere. Ea trăiește o viață imaginară, iar introspecția și analiza conflictelor ei interne marchează evoluția psihologică a lui Flaubert ca autor.
Charles Bovary, soțul Emmei, este un bărbat foarte simplu și banal. Este de profesie medic de țară, dar, ca în orice altceva, nu excelează. De fapt, el nu este suficient de calificat pentru a fi numit medic, este doar officier de santé (un fel de medic fără diplomă). Dar este un om sănătos, pasionat de munca sa, mereu pe drumuri pentru a-și îngriji pacienții. Este deschis și prietenos, are o memorie deosebită pentru nume și chipuri și este solicitat mai ales pentru a acorda primul-ajutor. Este suficient de competent pentru a câștiga loialitatea și prietenia pacienților săi din Tôtes; totuși, când se mută în Yonville pentru a practica medicina acolo, este sabotat de farmacistul Homais. Charles își adoră soția și o consideră perfectă, în ciuda dovezilor evidente care demonstrează contrariul. El nu bănuiește nimic despre relațiile ei și îi oferă control complet asupra finanțelor sale, "asigurându-și" astfel propriul faliment. În ciuda devotamentului său complet față de Emma, ea îl disprețuiește, pentru că îl consideră simbolul a tot ceea ce este plictisitor și comun.
Rodolphe Boulanger este un proprietar înstărit care o seduce pe Emma, dar pentru el nu este decât una în plus într-un șir lung de amante. Deși fermecat uneori de Emma, Rodolphe nu simte afecțiune sinceră pentru ea. Pe măsură ce Emma devine din ce în ce mai disperată, Rodolphe e tot mai dezinteresat și își face griji pentru lipsa ei de precauție. După ce ia decizia de a fugi cu Emma, se răzgândește și se simte incapabil să facă față, mai ales că exista și fata ei, Berthe.
Léon Dupuis este un funcționar care îi prezintă Emmei cercurile literare și care se îndrăgostește de ea. El pleacă din Yonville dezamăgit că Emma nu îl vrea, dar cei doi se reîntâlnesc după ce aventura Emmei cu Rodolphe Boulanger se încheie. Aventura pe care o vor avea împreună este a doua relație extraconjugală pentru Emma.
Domnul Lheureux este un comerciant manipulator și viclean care îi convinge pe oamenii din Yonville să cumpere mărfuri pe credit și să împrumute bani de la el. După ce i-a adus pe mulți afaceriști mărunți la ruină financiară pentru a-și susține propriile ambiții, Lheureux îi împrumută bani lui Charles și o manipulează genial pe Emma, îngropând familia Bovary în datorii atât de mult, încât în cele din urmă le provoacă ruina financiară și sinuciderea Emmei.
Domnul Homais este farmacistul orașului. Este un ateu convins și practică medicina fără licență. Este pompos și predispus la discursuri lungi pe subiecte despre care este prost informat. Nu ezită să recurgă la tactici subtile sau de manipulare pentru a-și atinge obiectivele.
Justin este ucenicul și vărul de-al doilea al domnului Homais. Fusese luat în casă din milă și era folosit ca slujitor. El se îndrăgostește de Emma. La un moment dat, fură cheia camerei de aprovizionare medicală, iar Emma îl păcălește să deschidă un recipient cu arsenic, astfel încât să poată „ucide niște șobolani care o țineau trează”. Însă arsenicul era pentru ea, spre groaza și remușcarea lui Justin.

## Scriere
Contextul romanului este important, în primul rând, deoarece se aplică stilului realist și comentariului social al lui Flaubert și, în al doilea rând, deoarece este legat de protagonista Emma.
Francis Steegmuller a estimat că romanul începe în octombrie 1827 și se termină în august 1846. Acest lucru corespunde aproximativ cu Monarhia din iulie, domnia lui Ludovic Filip I, care rătăcea prin Paris purtându-și singur umbrela ca și cum ar fi vrut să onoreze clasa de mijloc burgheză ascendentă. O mare parte din timpul și efortul lui Flaubert de a detalia obiceiurile francezilor din mediul rural îi conturează în drumul lor spre o clasă de mijloc urbană, emergentă.
Flaubert s-a străduit să redea o descriere exactă a vieții obișnuite. Descrierea târgului din Yonville evidențiază acest aspect și îl dramatizează prin imaginea târgului în timp real în contrast cu o interacțiune intimă simultană în spatele unei ferestre cu vedere la târg. Flaubert cunoștea decorul regional, locul nașterii și tinereții sale, în Rouen și în împrejurimi. Fidelitatea sa față de elementele mondene ale vieții la țară i-a adus cărții reputația de a iniția mișcarea cunoscută sub numele de realism literar.
Modul în care Flaubert surprinde banalul în decorul său contrastează cu dorințele protagonistei sale. Aspectele practice ale vieții comune se lovesc de fanteziile romantice ale Emmei. Flaubert folosește această juxtapunere pentru a reflecta atât decorul, cât și caracterul. Emma apare mai capricioasă și ridicolă în lumina realității cotidiene; totuși dorințele ei măresc banalitatea auto-importantă a localnicilor. Emma, deși nerealistă și cu educația ei provincială deficitară, reflectă totuși o speranță în ceea ce privește frumusețea și măreția aparent absentă în clasa burgheză.

## Stil literar
Cartea a fost inspirată în parte din viața unui prieten de școală al autorului care a devenit medic. Prietenul și mentorul lui Flaubert, Louis Bouilhet, i-a sugerat că acesta ar putea fi un subiect adecvat „cu picioarele pe pământ” pentru un roman și că ar trebui să încerce să scrie într-un „mod natural”, fără digresiuni. Stilul de scriere a fost de o importanță supremă pentru Flaubert. În timp ce lucra la roman, el a scris că va fi „o carte despre nimic, o carte dependentă de nimic exterior, care să fie condusă doar de forța internă a stilului său”. Pentru criticul Jean Rousset, acest scop l-a făcut pe Flaubert „primul din tabelul cronologic al romancierilor non-figurativi”, precum James Joyce și Virginia Woolf. Deși Flaubert nu și-a exprimat nicio înclinație spre stilul lui Balzac, romanul pe care l-a produs a devenit, fără îndoială, un prim exemplu și o îmbunătățire a realismului literar în stilul lui Balzac. „Realismul” din roman urma să dovedească un element important în procesul pentru obscenitate: procurorul principal a susținut atunci nu numai că romanul este imoral, dar și că realismul în literatură reprezintă o ofensă împotriva artei și a decenței.
Mișcarea realistă a fost, în parte, o reacție împotriva romantismului. Se poate spune că Emma este întruchiparea unui personaj romantic: în procesul ei mental și emoțional, ea nu are nicio legătură cu realitățile lumii în care trăiește. Deși, în anumite privințe, poate părea să se identifice cu Emma, Flaubert ia în derâdere visele ei romantice și gustul ei pentru literatură. Acuratețea presupusei afirmații a lui Flaubert că „Madame Bovary, c’est moi” („Madame Bovary sunt eu”) a fost pusă la îndoială. În scrisorile sale, el s-a distanțat de sentimentele din roman. Într-o scrisoare adresată Edmei Roger des Genettes a scris: „Tout ce que j'aime n'y est pas” („tot ceea ce iubesc nu este acolo”), iar Mariei-Sophie Leroyer de Chantepie i-a scris că „je n'y ai rien mis ni de mes sentiments ni de mon existence” („Nu am folosit nimic din sentimentele mele sau din viața mea”). Mario Vargas Llosa a afirmat că „Dacă Emma Bovary nu ar fi citit toate acele romane, soarta ei ar fi putut să fie alta”.
Madame Bovary a fost privită ca un comentariu la adresa burgheziei, nebunia aspirațiilor care nu pot fi niciodată realizate sau o credință în validarea unei culturi personale atotsuficiente înșelată, asociată cu perioada lui Flaubert, în special în timpul domniei lui Louis Philippe, când clasa de mijloc a devenit mai proeminentă în contrast cu clasa muncitoare și nobilimea. Flaubert disprețuia burghezia. În lucrarea sa, Dicționarul de idei primite, burghezia este caracterizată prin superficialitate intelectuală și spirituală, ambiție brută, cultură superficială, dragoste pentru lucrurile materiale, lăcomie și, mai presus de toate, un circ irațional al sentimentelor și credințelor.
Pentru Vargas Llosa, „drama Emmei este decalajul dintre iluzie și realitate, distanța dintre dorință și împlinirea ei” și arată „primele semne de înstrăinare care un secol mai târziu vor pune stăpânire pe bărbați și femei în societățile industriale”.

## Receptare critică
Catalogat de mult timp drept unul dintre cele mai mari romane, a fost descris ca fiind o operă de ficțiune „perfectă”. Henry James a scris: „Madame Bovary are o perfecțiune care nu numai că o marchează, dar o și face să stea aproape de una singură: se susține singură cu o astfel de siguranță supremă inabordabilă, încât excită și sfidează judecata”. Marcel Proust a lăudat „puritatea gramaticală” a stilului lui Flaubert, în timp ce Vladimir Nabokov a spus că „din punct de vedere stilistic, proza face ceea ce se presupune că trebuie să facă poezia”. În mod similar, în prefața sa la romanul său The Joke, Milan Kundera a scris: „Abia prin opera lui Flaubert proza a scăpat de stigmatul inferiorității estetice. Începând cu Madame Bovary, arta romanului a fost considerată egală cu arta poeziei.” Giorgio de Chirico spunea că, în opinia sa, „din punct de vedere narativ, cea mai perfectă carte (sic) este Madame Bovary de Flaubert”. Julian Barnes l-a numit cel mai bun roman care a fost scris vreodată.
Romanul exemplifică tendința realismului de-a lungul secolului al XIX-lea de a deveni din ce în ce mai psihologic, preocupat de reprezentarea corectă a gândurilor și emoțiilor mai degrabă decât a lucrurilor exterioare. Ca atare, prefigurează opera marilor romancieri moderniști Marcel Proust, Virginia Woolf și James Joyce.
Cartea a fost controversată la lansare: subiectul său scandalos a dus la un proces pentru obscenitate în 1856. Flaubert a fost achitat.

## Traduceri în engleză
- George Saintsbury (traducere parțială, 1878)
- Eleanor Marx (1886)
- Henry Blanchamp (1905)
- J. Lewis May (1928)
- Gerard Hopkins (1948)
- Joan Charles (o variantă prescurtată, 1949)
- Alan Russell (1950)
- Francis Steegmuller (1957)
- Mildred Marmur (1964)
- Paul de Man (1965)
- Geoffrey Wall (1992)
- Margaret Mauldon (2004)
- Lydia Davis (2010)
- Christopher Moncrieff (2010)
- Adam Thorpe (2011)

## Adaptări
Madame Bovary a avut următoarele adaptări cinematografice și de televiziune:
- Unholy Love (1932), regizat de Albert Ray[18]
- Madame Bovary (1934), regizat de Jean Renoir, cu Max Dearly și Valentine Tessier în rolurile principale
- Madame Bovary (1937), regizat de Gerhard Lamprecht, cu Pola Negri, Aribert Wäscher și Ferdinand Marian în rolurile principale
- Madame Bovary (1949), regizat de Vincente Minnelli, cu Jennifer Jones, James Mason, Van Heflin, Louis Jourdan și Gene Lockhart
- Madame Bovary (1964), un serial TV BBC scris de Giles Cooper
- Madame Bovary (1969), regizat de Hans Schott-Schobinger și cu Edwige Fenech în rolul principal
- Madame Bovary (1975), un serial TV BBC care a folosit același scenariu ca cel din 1964
- Save and protect (1989), regizat de Alexandr Sokurov
- Madame Bovary (1991), regizat de Claude Chabrol, cu Isabelle Huppert în rolul principal. Jon Fortgang, scriind pentru Film4, a lăudat filmul drept „piesă de epocă somptuoasă și dramă tragică pertinentă”.[19]
- Maya Memsaab (1993), un film în limba hindi, regizat de Ketan Mehta și cu Deepa Sahi în rolul principal
- Madame Bovary (2014), regizat de Sophie Barthes și cu Mia Wasikowska, Henry Lloyd-Hughes, Paul Giamatti și Ezra Miller

Filmul lui David Lean, Ryan's Daughter (1970) a fost o adaptare liberă a romanului, amplasând acțiunea în Irlanda în timpul Rebeliunii de Paște. Scenariul începuse ca o adaptare directă a romanului, dar Lean l-a convins pe scenaristul Robert Bolt să-l reia într-un alt decor.

### Alte adaptări
- Opera lui Emmanuel Bondeville Madame Bovary a fost produsă în 1951.[22]
- Romanul grafic din 1999 al lui Posy Simmonds, Gemma Bovery (și adaptarea cinematografică a lui Anne Fontaine) a reformulat ideea romanului într-o poveste satirică despre expatriații englezi din Franța.[23]
- În 2000 a fost realizat un serial TV de Heidi Thomas pentru BBC, cu Frances O'Connor, Hugh Bonneville și Hugh Dancy.
- Abraham's Valley în 1993, regizat de Manoel de Oliveira, este o adaptare fidelă, plasată în Portugalia, în care romanul lui Flaubert este menționat și discutat de mai multe ori.[24]
- Romanul a fost adaptat vag în seria video creștină VeggieTales sub numele de Madame Blueberry.[25]